# حنا (مادر مریم)

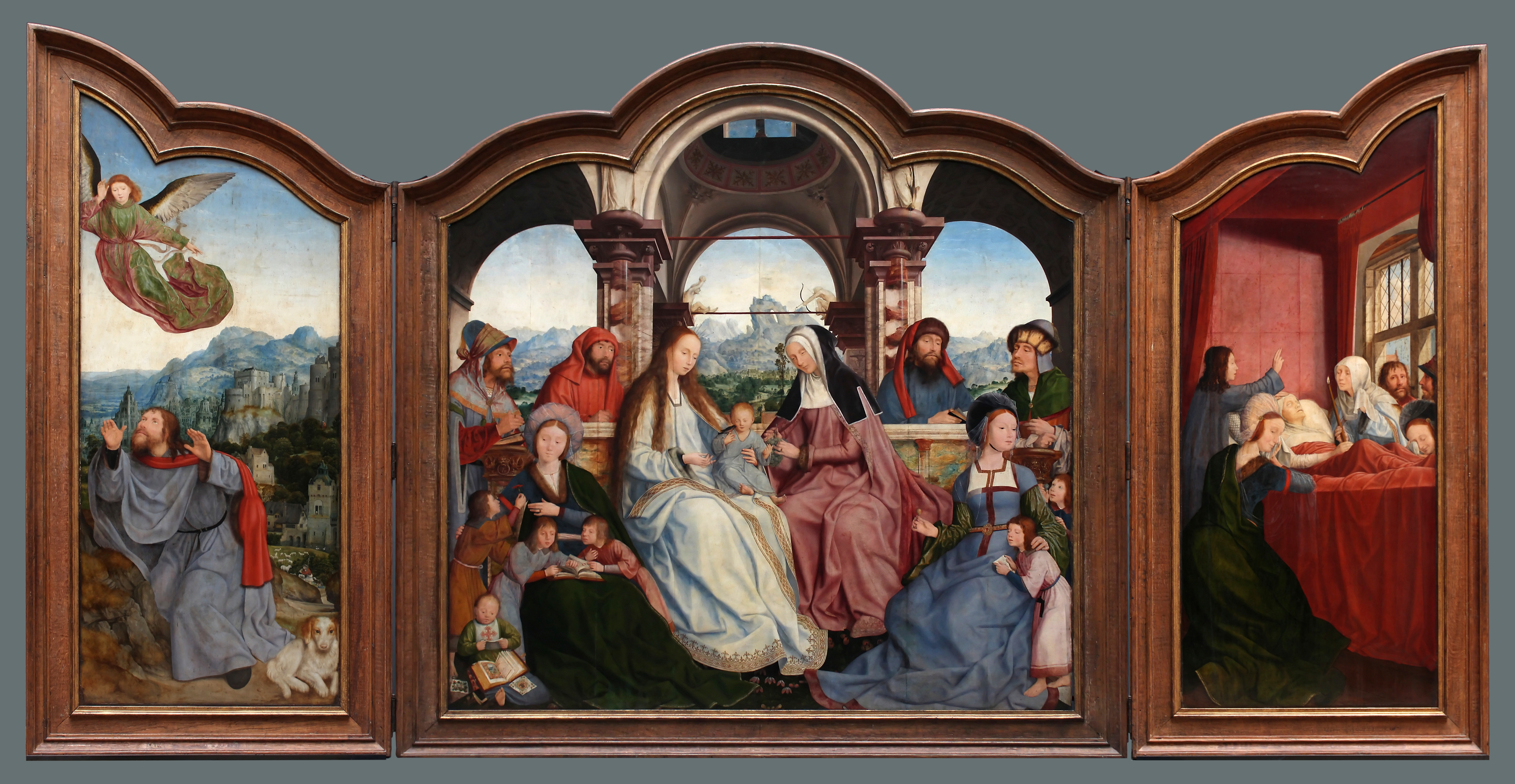
اثری سه‌لتی از کوئنتین ماتسیس با مضمونی از خانوادهٔ سنت اَن (مادر مریم).

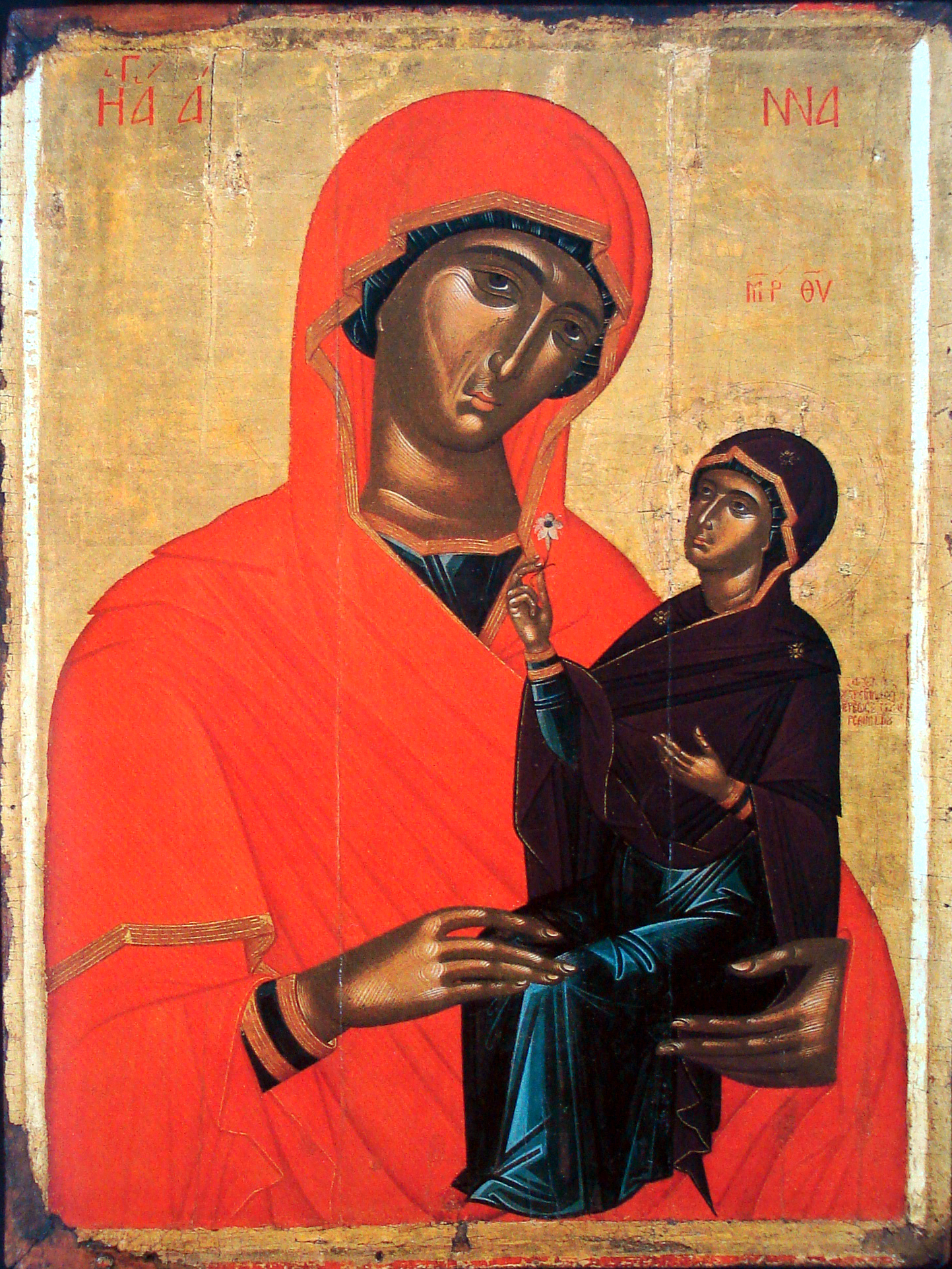
تصویری از حنا

حَنّه یا حَنّای قدیس دختر فاقوذ (به عبری: חַנָּה) بر طبق مطالب دین‌های ابراهیمی مادر مریم و مادربزرگ عیسی بود که نسبش به داوود می‌رسید. نام «آن» (Anne) در انگلیسی از این نام گرفته شده‌است. این شخص در اسلام، مسیحیت مورد احترام است اما نامش در انجیل و قرآن نیامده است.
در تفسیر صافی حدیثی از موسی الکاظم نقل شده‌است که نام اصلی مادر مریم «مَرثا» بوده، که در عربی به معنای «وهیبة» (هبه شده، بخشیده شده) است.

## نگارخانه

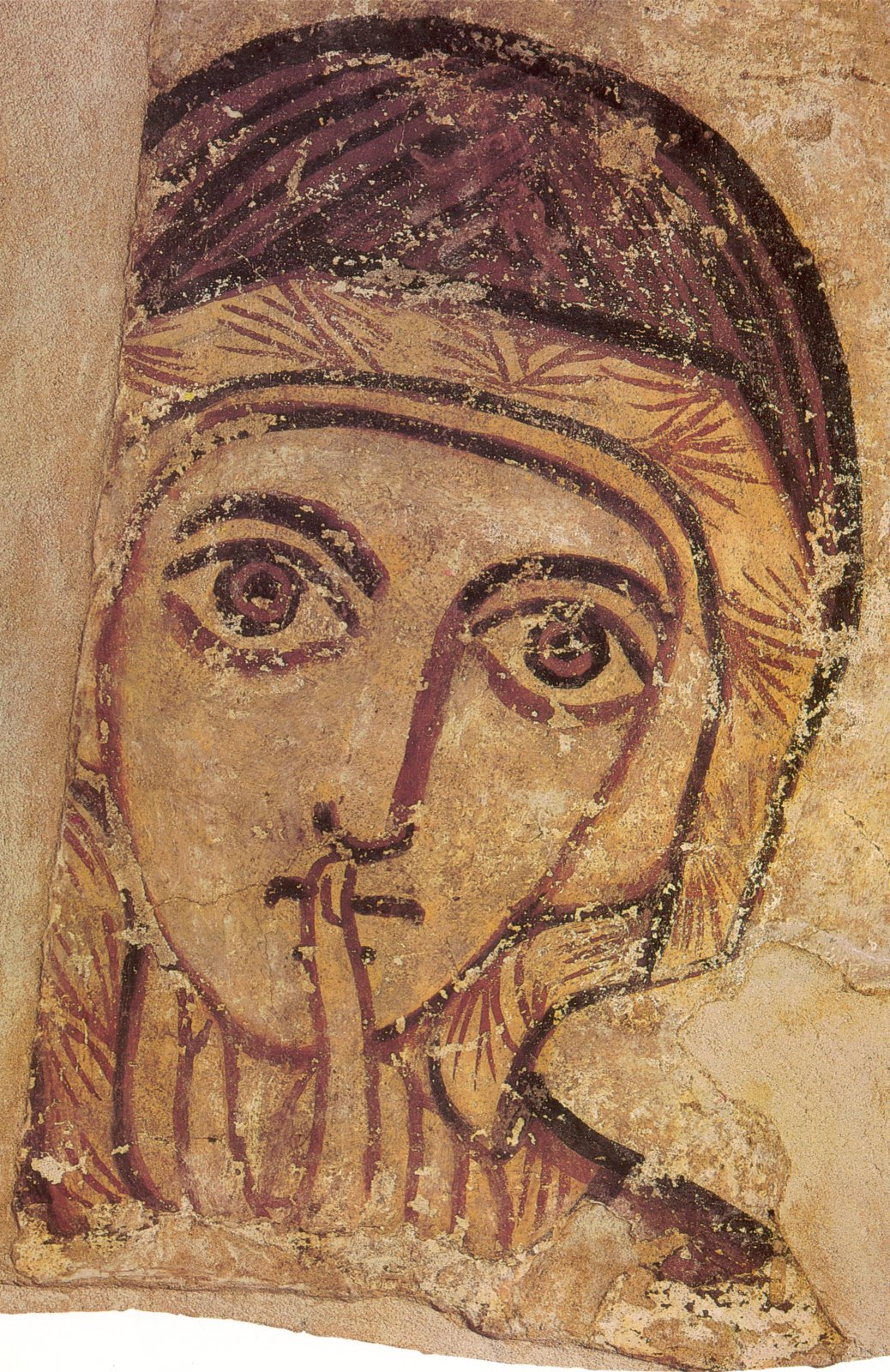
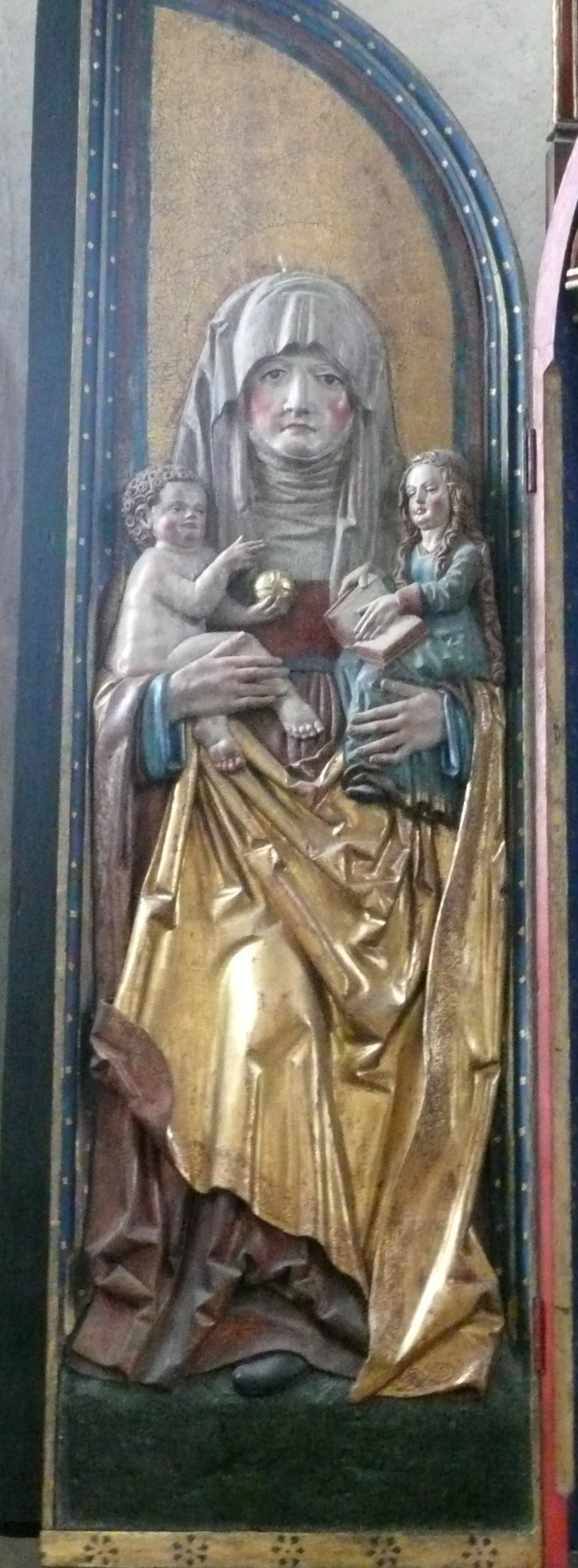
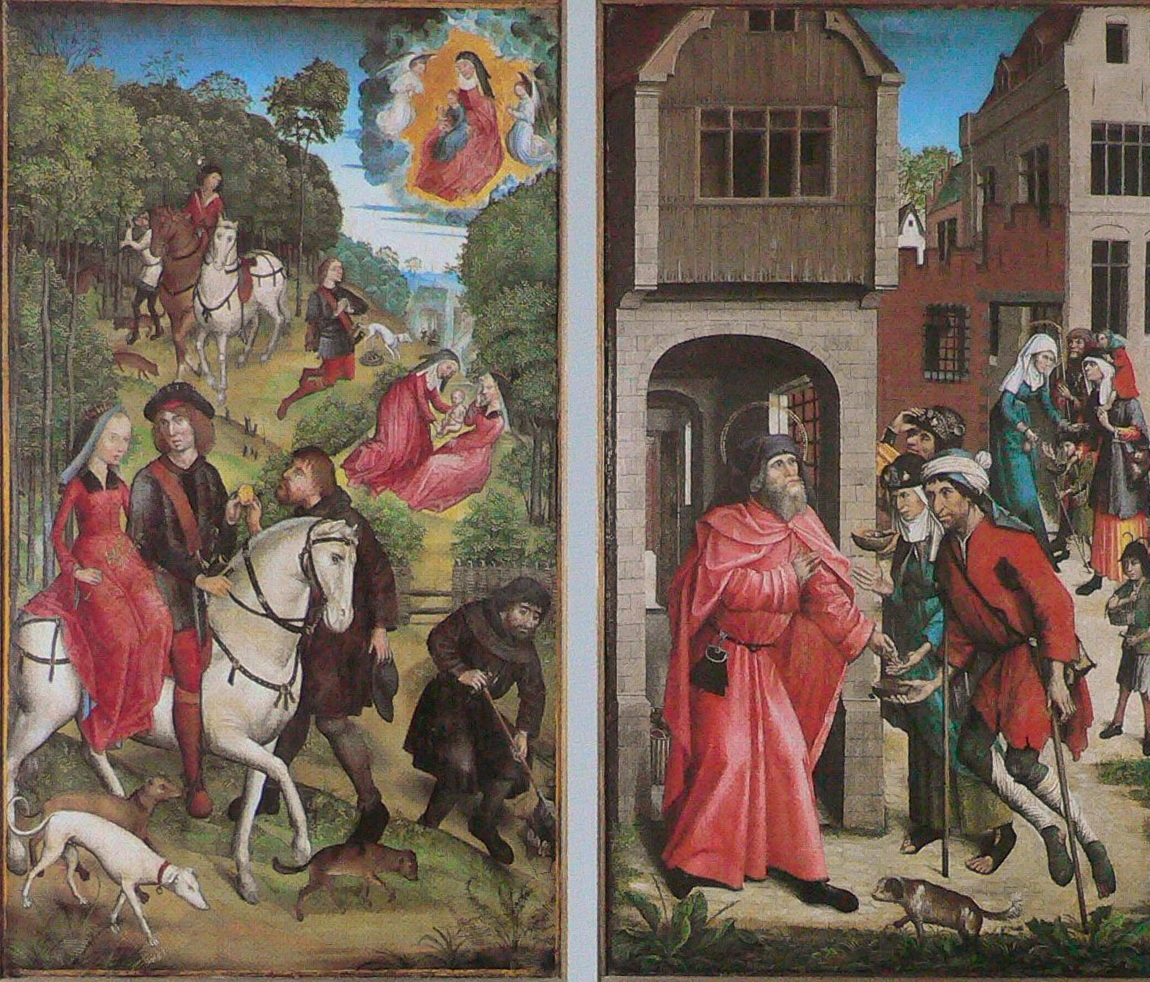
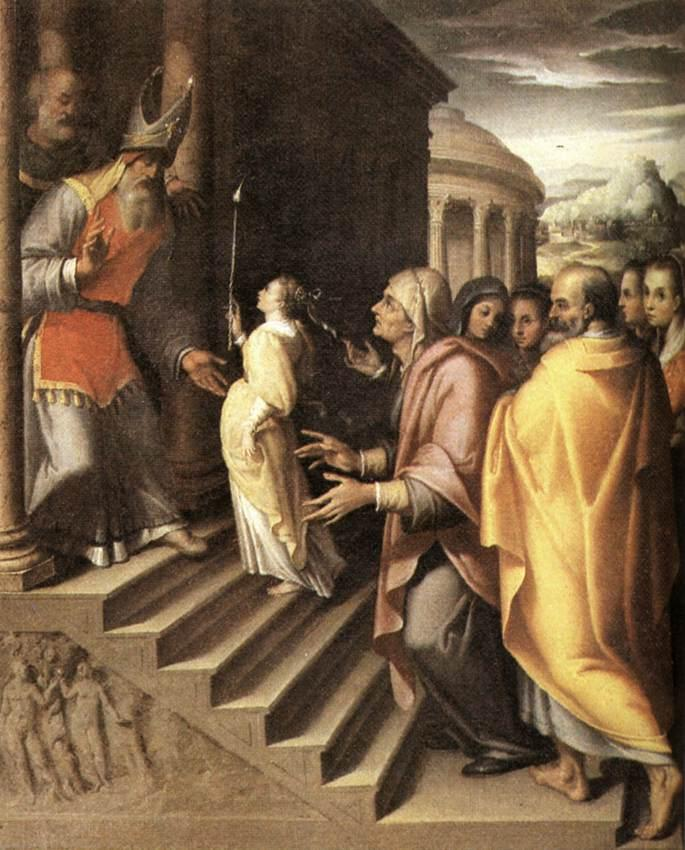
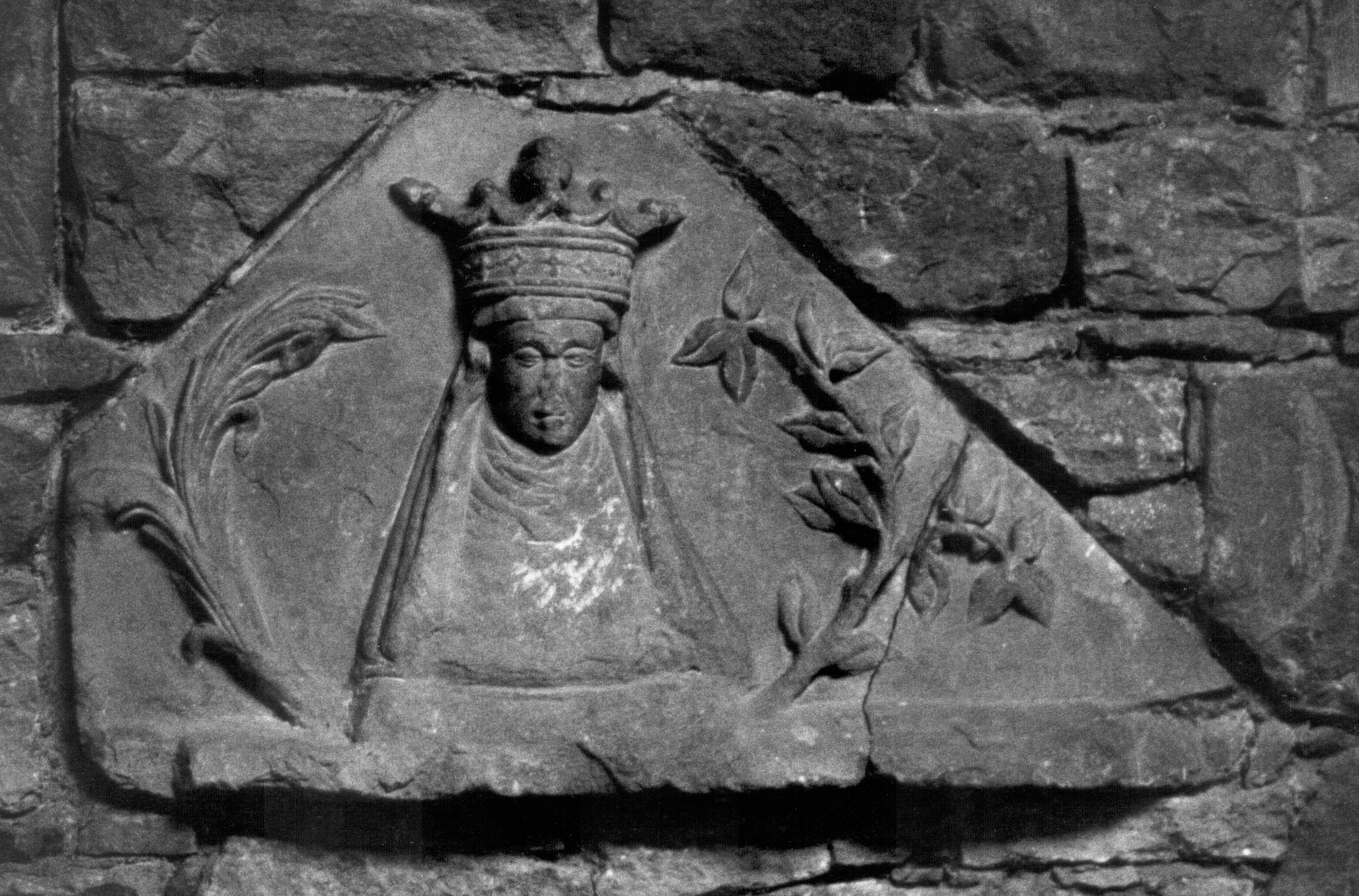
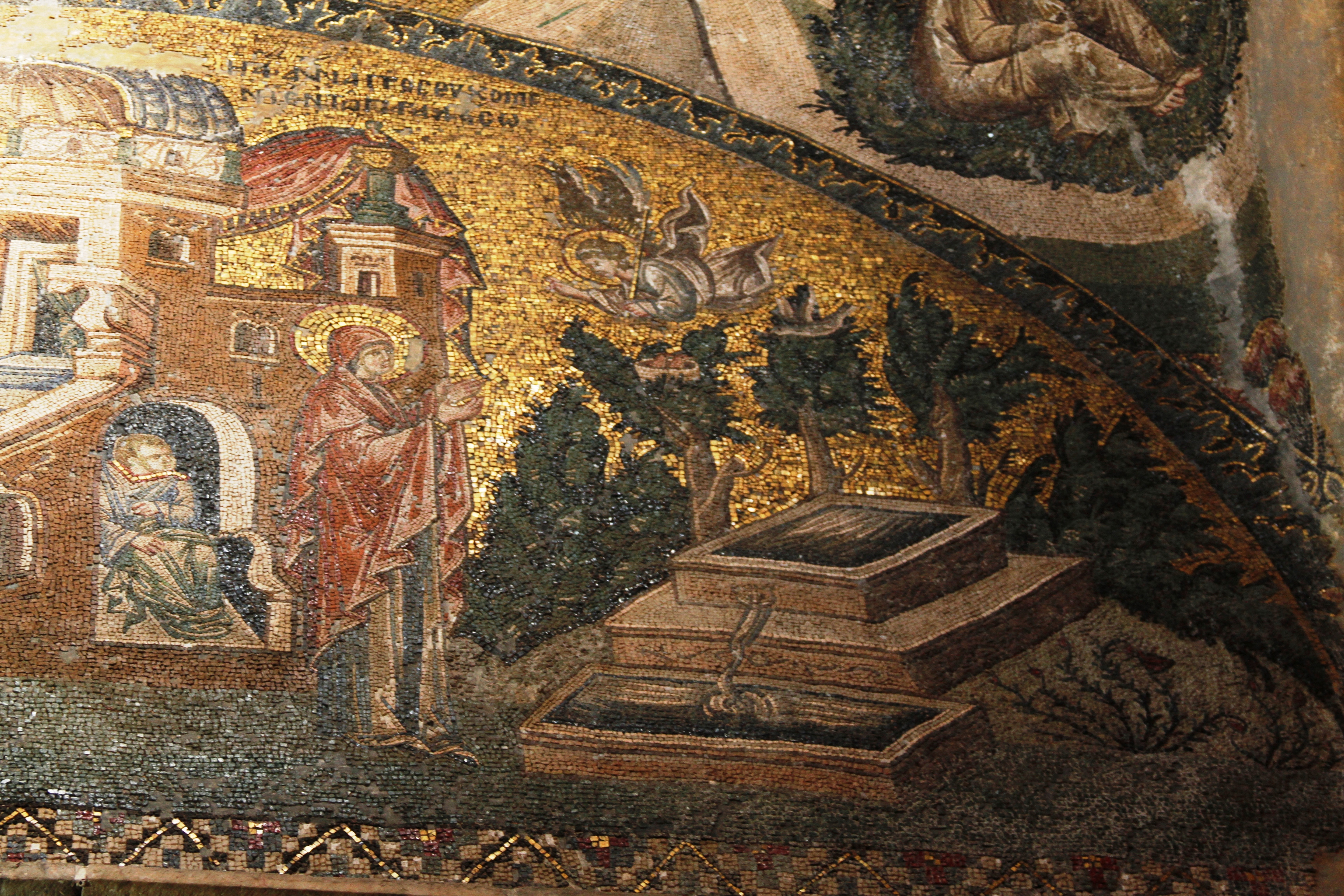
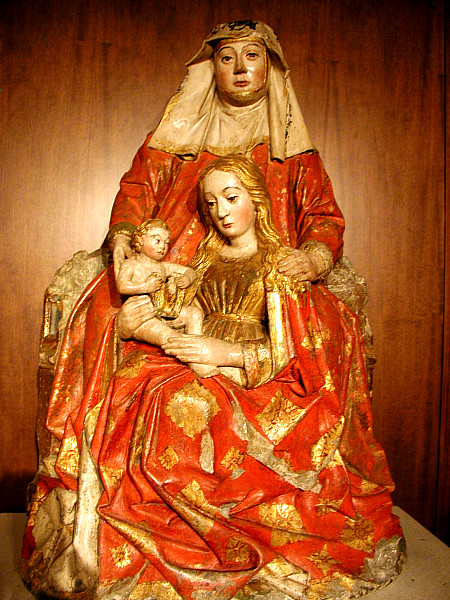
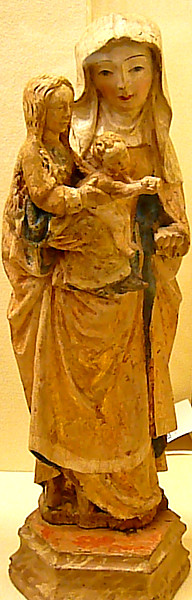
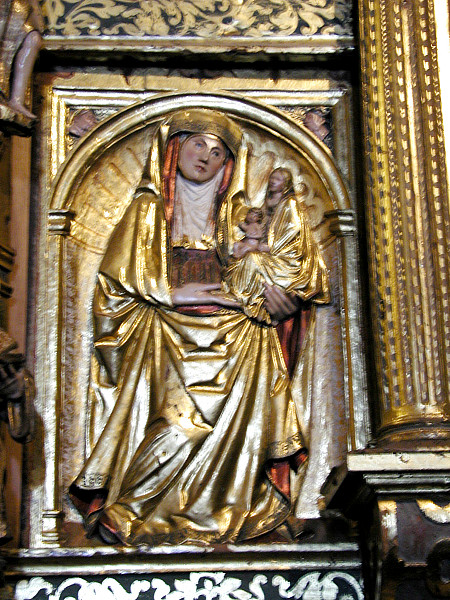
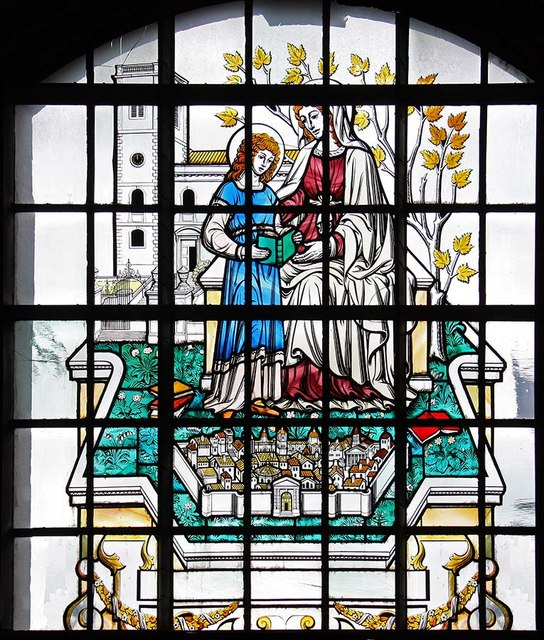
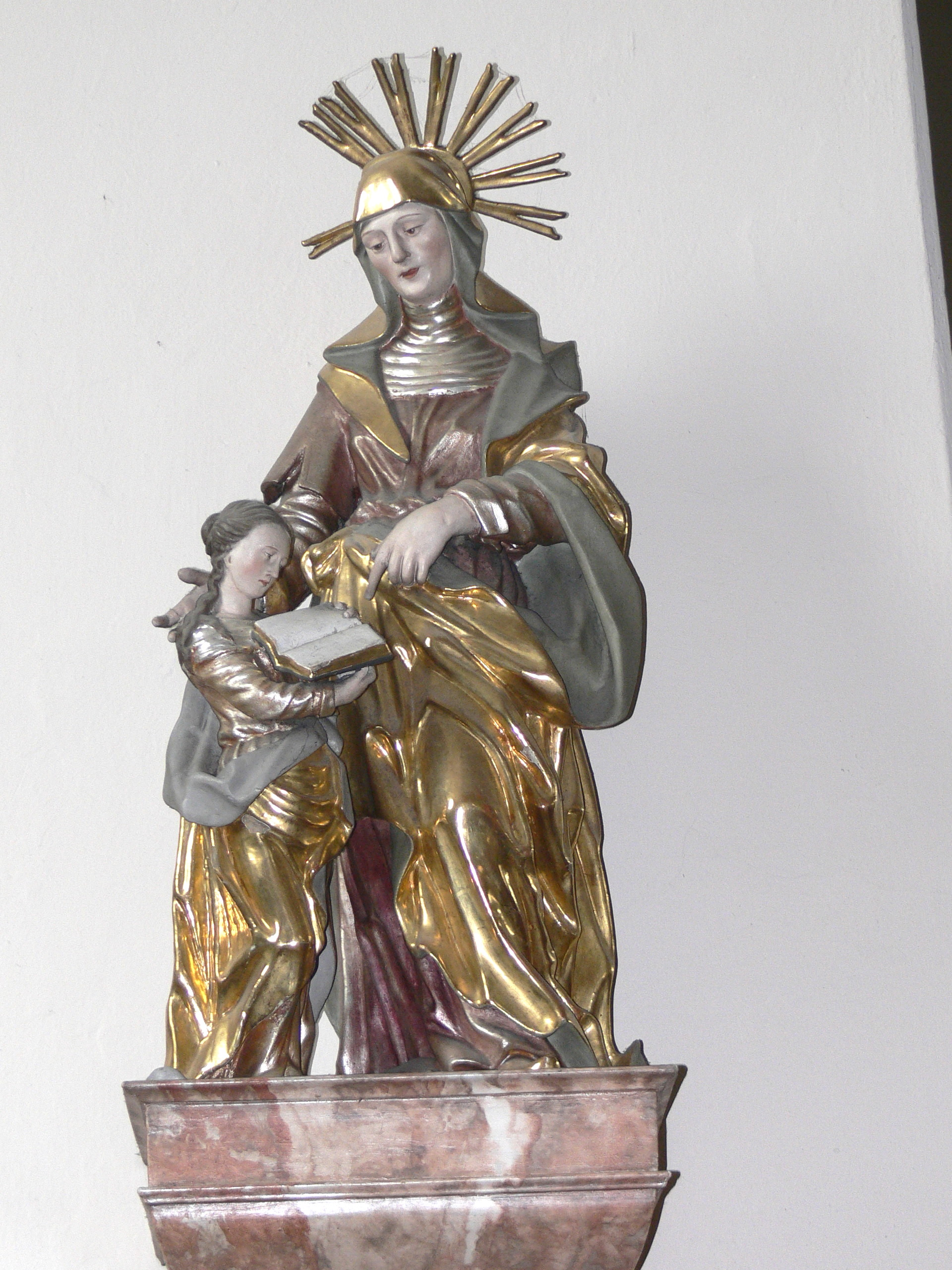